# 51431 Джеярді
51431 Джеярді (51431 Jayardee) — астероїд головного поясу, відкритий 19 березня 2001 року.
Тіссеранів параметр щодо Юпітера — 3,493.